# Rock zambien
Le rock zambien, ou zamrock, désigne un style musical ayant pris naissance en Zambie dans les années 1970 comme une combinaison du rock psychédélique de Jimi Hendrix et du funk de James Brown.
Rikki Ililonga and Musi-O-Tunya est généralement considéré comme le créateur du genre.

## Histoire
Le zamrock émerge à la fin des années 1950, avec des chanteurs issus de la province de Copperbelt, comme Stephen Tsotsi Kasumali, William Mapulanga, et John Lushi. Dans les années 1970, le style est très populaire.
Le Zamrock disparaît rapidement dans les années 1980 à la suite de la crise économique (le cuivre perd de sa valeur, provoquant une inflation très élevée). Les conflits militaires dans les pays voisins débordent en Zambie, l'armée sud-africaine bombarde les infrastructures du pays et le président Kenneth Kaunda gouverne de manière autoritaire. L'épidémie de Sida frappe également le pays, entraînant la mort de plusieurs musiciens de Zamrock. Le Zamrock est rapidement remplacé par la rumba congolaise et la disco. 
Il connaît une renaissance dans les années 2010 à travers des labels spécialisés occidentaux, qui rééditent certains albums de Ngozi Family ou Witch.